# Bosnien BA01
BA01 var den första av de svenska bosnienbataljonerna som Sverige bidrog med till de fredsbevarande styrkorna i Bosnien. Bataljonen bestod av tre pansarskyttekompanier samt ett stab- och trosskompani som under sin insatstid, september 1993–mars 1994, organiserades tillsammans med ett danskt stridsvagnskompani och ett norskt fältsjukhus till förbandet Nordbat 2. Bataljonen avlöstes av BA02.

## Förbandsdelar
- Bataljonschef: Överste Ulf Henricsson

Kompanier (med ansvarigt förband):
- 8:e Pansarskyttekompaniet (P 2), Camp Valhall, Vareš
- 9:e Pansarskyttekompaniet (P 4), Camp Thule, Srebrenik
- 10:e Pansarskyttekompaniet (P 10), Camp Sleipner
- Stab- och trosskompaniet (P 10) Camp Oden, Tuzla